# روب باردو
روب باردو (بالإنجليزية: Rob Pardo)‏ مواليد 9 يونيو 1970، كان المدير الإبداعي في شركة بليزارد إنترتينمنت إلى أن ترك المنصب في 2014. كان قائد المصممين للعبة وورلد أوف ووركرافت. في سنة 2010 اعتبرته مجلة تايم من بين الـ 100 شخص الأكثر تأثيرا في العالم.

## الألعاب
عمل على عدة ألعاب كمصمم وكمنتج، منها :
- وورلد أوف ووركرافت
- ديابلو 2
- ستار كرافت
- ديابلو 3
- مورتال كومبات تريلجي

## في الثقافة الشعبية
ظهر روب باردو كشخصية رسوم متحركة في مسلسل ساوث بارك في حلقة عن لعبة وورلد أوف ووركرافت.